# San José megye
San José egy megye Uruguayban. A fővárosa San José.

## Földrajz
Az ország déli részén található. Megyeszékhely: San José